# Champnétery
Champnétery (Champ Menesterí en occitan) est une commune française située dans le département de la Haute-Vienne, en région Nouvelle-Aquitaine.

## Géographie

### Localisation

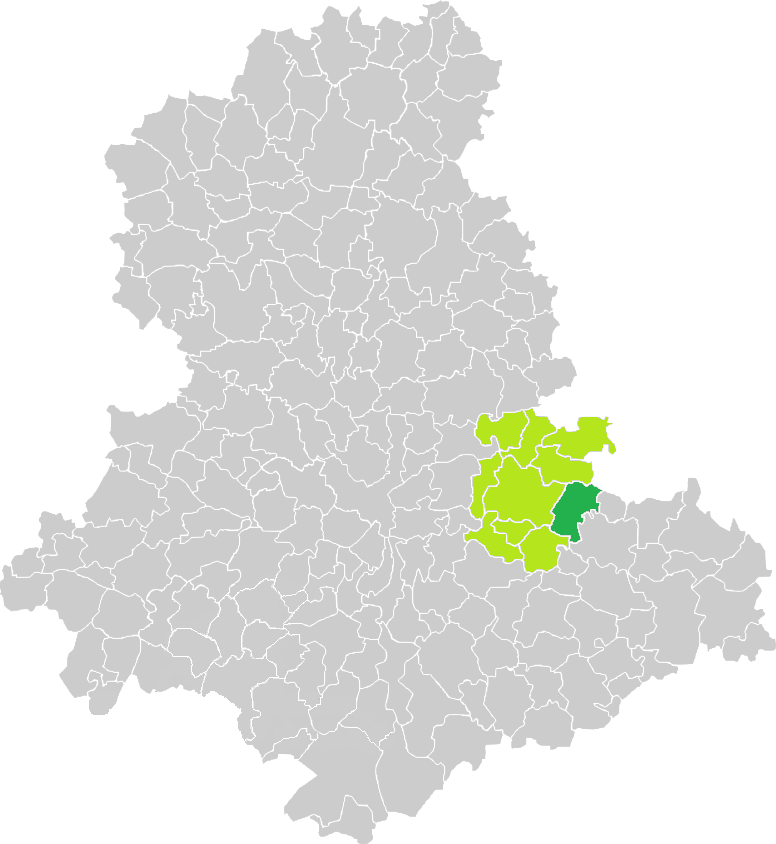
Situation de Champnétery en Haute-Vienne.

La commune est limitrophe du département de la Creuse.

### Communes limitrophes
|                         | Moissannes  | Auriat (Creuse) |
| Saint-Léonard-de-Noblat | Champnétery | Cheissoux       |
| Saint-Denis-des-Murs    |             | Bujaleuf        |

### Traits physiques
La commune de Champnétery est principalement formée par un plateau, au sous-sol granitique. Ce plateau s'étage depuis les hauteurs de l'Artige-Vieille à l'ouest (commune de Saint-Léonard-de-Noblat) vers les monts d'Auriat au nord-est (Grosland, 519 m). Champnétery n'est qu'une infime partie de la « table » qui constitue le Massif central.
Le relief est fait de collines et vallons, fortement entaillés par la vallée de la Maulde au sud (très encaissée, jusqu'à l'altitude de 355 m). On relève d'autres altitudes notables : 475 m à Laugère, 416 m à La Roche, 410 m au bourg, 400 m au village des Clauds, 376 m à Vaud, tout comme à Étivaud. À l'est donc, débute la « Montagne limousine », où le relief est à la fois plus élevé, mais surtout plus accidenté. Les monts d'Auriat, et leur versant sud-ouest, qui est sur la commune, sont parsemés de cours d'eau.
On trouve ainsi des ruisseaux dont le plus important, longé d'étangs, est dit « ruisseau d'Alesme ». Du même secteur provient le « ruisseau du Nouhaud », qui afflue dans celui du Moulard, lui-même allant grossir le Tard. À cause du sous-sol granitique imperméable, beaucoup de terrains sont marécageux, appelés localement des « moulards » ou « moulades. Les paysages alternent bois, prairies et champs (où le maïs a remplacé seigle et sarrasin). Le climat est un dégradé du milieu atlantique, avec des nuances de pré-montagne : relativement rude l'hiver (moyenne de janvier : 3°C) et très humide (environ 1 000 mm de précipitations annuelles).

## Urbanisme

### Typologie
Au 1er janvier 2024, Champnétery est catégorisée commune rurale à habitat très dispersé, selon la nouvelle grille communale de densité à sept niveaux définie par l'Insee en 2022.
Elle est située hors unité urbaine. Par ailleurs la commune fait partie de l'aire d'attraction de Limoges, dont elle est une commune de la couronne,. Cette aire, qui regroupe 127 communes, est catégorisée dans les aires de 200 000 à moins de 700 000 habitants,.

## Toponymie

### Noms des villages et lieux-dits
Les noms dérivés des paysages et du milieu naturel : l'aspect que peut prendre le relief, l'agrément reconnu d'un site, ses qualités hydrologiques, ou encore l'existence d'une végétation singulière, sont des origines fréquentes des noms de lieux. Commune rurale, Champnètery n'échappe évidemment pas à cette règle.

#### Les points hauts du relief
La forme du terrain – on dit savamment « topographie » - la plus courante en Limousin est le « Puy », francisation de l'occitan « pueg » (2). On en trouve bien sûr à Champnètery, précisément sept (voir liste récapitulative et carte).  Les  points élevés s'appellent ainsi : Puy de La Roche (503 m), Puy du Bois Jaury (481 m). Toutefois, le point culminant, sans nom,  se trouve plus au nord, dominant Grosland (519 m). On remarque que la plupart de ces « puys » sont assortis d'un nom propre, qui renvoie peut–être à d'anciens occupants : le Puy Jaumont (428 m), c'est en quelque sorte « la colline de Jaume » (ou Jacques), de même le Puy Biby. D'autres qualificatifs évoquent des traits naturels (Puy  de Bort, Puy la Combe, ou d'autres caractéristiques (le Puy Razat, du latin « ratus », Le Puy du Bon Dieu). On peut effectuer une comparaison avec une autre petite commune voisine, elle aussi très « montueuse ». Cheissoux, bien que trois fois plus petite,  comporte 14 « puys ». La différence tient au fait que l'altitude s'abaisse vers l'ouest.
À Champnètery, on a préféré parfois la racine occitane « mont » (prononcer « mount »), reconnaissable dans : Le Montaud  (406 m) et Le Montassaud. (375 m). Chaque coin de France est assez pointilleux sur ses appellations. À Champnètery, nos aïeux ne manquaient toutefois pas d'humour. En effet, ces deux noms utilisent des suffixes assez péjoratifs, qu'on pourrait traduire par :  le « petit mont », et le « tout petit mont ». 
Il suffit toutefois de s'arrêter en différents points de la commune, pour se persuader de la pertinence de telles dénominations. De ces hauteurs, on aperçoit de très beaux panoramas. On remarquera que l'altitude n'est pas le critère essentiel. Leur forme arrondie, dominant les alentours, explique le choix du terme.

#### Les points bas
Tout élément géographique se définit aussi par son contraire. Nous sommes bien ici sur un plateau,  mais à l'échelle humaine, son relief est extrêmement vallonné. À chaque sommet correspond ainsi une dépression. Si peu de toponymes retiennent notre attention, c'est que ces fonds présentent peu d'intérêt pour l'homme, trop humides et marécageux. Moins visibles et accessibles aussi. On en trouve chez nous trois variantes. Dans La Combe, nom très répandu dans la région, on lit la racine oc. « comba », elle-même issue du gaulois « cumba ». Elle désigne une vallée sèche. On préfère à Champnètery le mot « Fond » (de Laugère, des Landes, des Champs * ), pour des lieux humides dont nous reparlerons. Ce terme a son équivalent à Cheissoux avec le lieu-dit Fondreaud.. Peut-on classer Vaud  dans cette catégorie ? Y. Lavalade en doute, car il s'agit selon lui d'un singulier. 
Le village d'Etivaud  est le seul toponyme qui indique une orientation favorable : un « estival » (dans le sens du mot été) servant à qualifier un lieu bien exposé, au midi.

#### Les noms liant nature des sols et cours d'eau
Le paragraphe précédent nous rappelle que les caractéristiques des sols jouent un rôle intéressant en toponymie. Comme souvent en Limousin, la roche-mère granitique affleure, et les sols sont caillouteux. Cela a donné Les Caillaudoux,  déformation de l'oc. « cailhau » (sol graveleux). Grosland doit aussi son nom à la pauvreté originelle de ses terrains, la « graula »,  désigne « una terra legiera e sablosa ».  Le sous-sol imperméable est à l'origine de la formation de marécages, comme aux Sagnes  * de Laveyrat (oc. « sanha »). C'est aussi de la pierre nue qu'il s'agit dans La Roche   (oc. « roca ») , ou encore Peyrasson (oc. « peira »). Quand notre granite prend une coloration plus foncée, on obtient Pierrebrune.
Lorsque les sols présentaient des qualités intéressantes, ils ont été exploités. Cela a donné une grande variété de toponymes agraires, dont nous reparlerons plus loin.
Le lien avec les cours d'eau est assez évident pour nous dispenser d'un long exposé. Le nom Rieuxpeyroux, rivière (celt. « riu ») caillouteuse, nous en fournit une parfaite illustration. Comme partout dans la région, une multitude de ruisseaux, ainsi que de nombreux étangs (naturels ou de création humaine), iront alimenter la Maulde.  Des hauteurs déjà évoquées sourdent des ruisselets : c'est exactement le sens du Puy de Bort, de « borna » (celt. : la source). Il faut voir sans doute dans Laveyrat, la racine pré-celtique « var » (eau), qui a donné ailleurs la rivière La Vayre. Le lien sol-eaux est aussi clairement démontré dans le nom La Ribière Couly  (Couly étant ici un nom propre, venant du prénom Colin). Cependant, « ribiera » en occitan ne désigne pas une rivière mais un terrain ou une zone humide, proche d'un cours d'eau. C'est exactement le cas de « l'auja », prairie humide, qui a donné Laugère. Nous retrouvons un sens assez proche dans Les Ganettes  (« gana », mare), ou Les Ganes de Vaud  (ce dernier pouvant alors désigner un gué, du lat. « vadum »).

#### Les noms évoquant la végétation et la faune sauvage
Si la végétation est abondante et variée, elle a curieusement laissé peu de traces dans la toponymie, du moins sous ses formes naturelles (voir plus loin les origines agricoles). Tout juste trouve–t–on : le Bois Jaury (oc. « bosc ») où Jaury est un nom propre (déformation de Georges). Plus clair encore est le sens du bois des Brousses : on y trouve l'évocation d'une repousse d'érables, sous forme de broussailles (oc. « brossa », du lat. « bruscum »). Dans le Bois Mallet, ce dernier est soit un nom propre, soit une déformation de « miau » (le miel en oc.).
D'autres toponymes évoquent des espèces végétales : le chêne, dans Les Chassagnes (du lat. « cassanus ») ;   la châtaigneraie : le Châtaignier, le Châtenet  et les Châtaignauds (« chastanh », oc.); l'aulne, comme dans   Bonne Vergne * .  Peut-être  doit-on interpréter Mas Rouveix comme un lieu où régnait le chêne rouvre (oc. « rove ») ?  le même qui a donné naissance au nom de la commune de  Royères. Pelouneix a un sens obscur; le nom est unique en Limousin, Y. Lavalade y voit un mot rappelant la bogue. Les Betoulles enfin évoquent le bouleau (lat. « betulus »); c'est donc un nom de lieu plus récent. Un petit résumé de la forêt limousine originelle.
On s'interrogera ici sur la place assez faible du boisement dans la toponymie locale. Une thèse publiée en 1998 sous la signature de Christian Beynel nous apporte un début de réponse. On peut y lire qu'au début du XIXe siècle, les bois occupaient des surfaces extrêmement faibles (moins de 10 %). Cependant, un seul lieu rappelle Les Landes (celt. « landa »),  de bruyères ou de genêts, connue comme élément dominant du paysage quand on se rapproche du plateau de Millevaches. Nous penchons pourtant dans ce cas pour une interprétation plus anthropologique. Les plantations de résineux sont  un élément récent - au sens de l'Histoire - et masquent une réalité tout autre, qu'on pourrait sans doute retrouver sur d'anciennes cartes postales. C'est surtout l'aménagement agraire qui nous[Qui ?] conduira naturellement à observer les toponymes dérivés d'activités agricoles.

### Noms relatifs aux terroirs agricoles

#### Origines
« Nos ancêtres les Gaulois » étaient déjà largement occupés à des activités agraires ou pastorales. Ils ne semblent pas toutefois avoir marqué les lieux que nous évoquons, aux sols très pauvres (peu de racines celtiques). Il a toujours été très dur de gagner sa vie avec la terre par ici. Pourtant, l'ancienneté du peuplement est attestée par la création d'un domaine agricole et d'une église. Quelques toponymes plus récents rappellent ces occupations ancestrales. Nous sommes bien dans un système agraire dont les champs ont été longtemps la partie prépondérante. Des prés particulièrement soignés forment aujourd'hui le principal élément du terroir. Ce que C. Beynel explique ainsi : « Le paysan traditionnel de la Montagne était avant tout un laboureur, et ce n'est que lentement qu'il s'est dégagé de cette tradition ».

#### Exploitations
Voyons tout d'abord les termes relatifs aux structures. Reprenons le cheminement historique[style à revoir] : il fallait partager le vaste domaine d'origine  en petites unités agricoles. Vers l'an mil, la plus petite était le manse – du lat. « mansus » - qui a donné le mas, l'équivalent plus précoce de la métairie. On trouve cette racine dans : le Mas Gilard, le Mas des Landes, le Mas Rouveix, où le terme est précisé soit par un nom propre - celui du tenancier - soit par une situation géographique. Le Mazet  a la même origine. Toujours dans ce sens, il a dû exister des Bordes (comme à Saint-Léonard), plus précisément des Borderages, mot dérivé du latin « borda », désignant un vaste domaine gallo-romain, le suffixe – age ayant ici valeur de diminutif. Il y eut ainsi un Borderage de Casat, un autre à Jéricho : « pitit bordieratge, emb cinc o sieis vaches ». C'est  bien dommage, car l'évolution de  la racine latine est  fort riche en sens. Mais, faute de documents datés, il est difficile de retrouver la période où ces derniers sont apparus.
L'existence de ces unités primitives familiales allait de pair avec l'exploitation en faire-valoir direct d'une partie du domaine, qu'on appelait au Moyen Âge une réserve. Ce terme existe toujours : La Réserve a probablement cette origine. Lorsque vers les XIIe-XIIIe siècles la population s'accrut fortement, il fallut mettre en valeur de nouvelles terres, on « chasa » de nouvelles familles (du latin « casa », la maison). On trouve cette racine à double sens – la terre et la demeure – aussi bien dans Cazat (anciennement Cazac, connu en 1489) que dans Chez Granier. Un seul exemple de ce type à Champnètery, contre 11 à Saint-Léonard.

#### Développement de «l'ager»
L'évolution  continue des techniques de défrichement fonde le sens du lieu-dit Le Nouhaud (latin « novale », bonne terre, juste défrichée ou encore de Neuvialle (lat. « nova villa », nouvelle propriété), plus tard enfin Terre-Neuve (« terra nova »). Il s'agissait là d'exploitations destinées aux cultures de céréales (seigle, sarrasin). Peu à peu s'installa, dans le vocabulaire et les toponymes, le mot « campus » plutôt qu'« ager », comme on le lit dans Les Champs, mais aussi Couture  (lat. « cultura », oc. « cotura ») : des terres de labours, plutôt sèches.  À proximité, il y avait Le Massoubraud * , de « mas-sobrau », c'est-à-dire dans le langage contemporain : la ferme au-dessus. Il existait en général près des bâtiments des sols de culture plus soignée, et encloses, pour les légumes et les fruits. C'est exactement ce que signifie Lourtaud, toponyme provenant de « ortal » (jardin en oc.) : « qu'es dau bon pais », disait-on, de « la bonne terre ». On trouve des sens assez proches dans Les Clauds (du lat. « clausum »), Le Grand Coudert  *,  La Carada (oc. « carrat », le carré).  De là, de beaux fruits, dont Perth (de « pirus », le poirier) et Lou Perau * (« pera », la poire en oc.) portent la trace. 

Céréales, et fruits. Pas de trace de four, seigneurial ou paysan; du moulin  par contre, oui : du Châtaignier et de Lourtaud;  du pressoir, aussi,  dans Le Treuil, évoqué en introduction.

#### Les prairies et les bois
Pendant très longtemps, la fonction de la terre a été de nourrir les hommes, avant les animaux. Ce qu'on connaît aujourd'hui de l'élevage dominant est relativement récent. C'est probablement ce qui explique la toute petite place toponymique des prés. Le lieu-dit Les Prades (oc. « prada »: la prairie) a disparu. Mais il reste Belleprade, c'est-à-dire « les grands prés », le préfixe « beau » ayant en occitan une valeur quantitative et non qualitative.
  
Après des siècles de mise en culture de terres pas toujours fertiles, une évolution apparut avec un premier exode rural, à la fin du XIXe siècle. Beaucoup de  surfaces changèrent de vocation. Des champs devinrent des prés, des prés retournèrent à la friche. On peut placer là le sens que certains reconnaissent dans le mot Landes. Il a toujours été dur de gagner sa vie avec la terre par ici. C'est pourquoi il faut préférer le sens d'une terre laissée inculte, à la signification écologique aperçue plus haut.
Ces sols pauvres se prêtaient sans doute mieux à des plantations, retournant ainsi à leur vocation originelle. Les Bois Nouveaux, Bois Planté, La Pépinière  marquent chacun une étape du retour à un état jadis dominant, aux débuts du Moyen Âge.

### Conclusion
Ainsi est montrée l'importance de la nature, vierge ou exploitée, dans les toponymes. Il ne serait pas complet si on oubliait quelques noms qui nous viennent de personnes ayant marqué les évolutions séculaires. On l'a vu, beaucoup de noms propres  complètent une marque du relief (puy Jaumont), une variante du paysage (la Ribière Couly). Parfois, la nature s'efface et ne reste que le nom d'un individu remarquable, par quelque trait distinctif. Ainsi, on sait que sur les terres du Massif Central, les roux et les blonds sont rares. L'un d'eux a jadis servi à nommer Roussellerie (oc. « rosseu », jaune). On peut penser que le Rossignol déjà évoqué serait plutôt une déformation du « rossin », petit roux en oc. Un autre a laissé son prénom du côté de La Joubertie (Las Jobertias en 1824), évocation du prénom germanique Jaubert. Quelques références religieuses aussi ponctuent notre parcours toponymique : Les Trois Dieux, Jéricho, Le Puy du Bon Dieu. Si leur origine précise reste obscure, que dire de Bagnard (« banhol », en oc., désigne un bain), de Virole (soit « vira-lac », tourne-lait; soit « virola », surnom du tourneur), et plus encore de Cornecul  (dans le sens de « cornar », crier).

## Histoire
Naissance dans un domaine agricole des environs de l'an 1000. Sans document daté, il est cependant possible d'avoir une idée plus précise dans le nom lui-même. Deux hypothèses :
- Champnètery viendrait de « campus monasteri » : le champ du monastère. L'hypothèse est résumée dans un conte[6]. C'est ce que l'on appelle l'hypothèse monastique : le domaine étant donné à des moines.
- Champnètery viendrait de « campus ministeri » : le champ du « ministre », ici plutôt administrateur (même racine). Au Moyen Âge, le prieur de la communauté collégiale de Saint-Léonard nommait le curé de la paroisse de « Champmenètery », dont le saint patron était saint Thomas de Canterbury. C'est la deuxième hypothèse qui est la plus crédible.

Au XVIe siècle, Champnètery était une paroisse autonome, attestée en 1562. Mais son origine est probablement beaucoup plus ancienne, puisqu'on retrouve ce nom dans un texte daté de 1150 : Chammenestiri.
Un « État-des-fonds » très détaillé de 1748 constitue une mine d'informations.  
En 1790, les communes sont créées. À la paroisse d'origine, on ajoute le territoire de l'enclave de Cheissoux. Elle en sera distraite en 1826 pour intégrer la commune de Bujaleuf avant de devenir commune en 1905. En compensation de cette perte, Champnétery obtient que les trois sections de Prat, Mascrochet et Le Mazet soient distraites de la commune de Bujaleuf et lui soient rattachées.
Le camion gazogène du groupe sergent Jean Canou appartenant au groupe de Georges Guingouin quittant Moissannes, aux environs de 21 heures, le 9 juin 1944, et avec beaucoup de frayeur après une panne vite réparée, emmène le commandant Helmut Kämpfe appartenant à la 2e division SS Das Reich héros de la division sur le front de l'Est vers son destin. Direction Champnétery, puis à gauche avant d’entrer à Champnétery et Villemonteix, peu avant Cheissoux, n’est plus qu’à 6 kilomètres.

## Héraldique
|  | Les armes de la commune se blasonnent ainsi : D'azur aux cinq épis de blé d'or plantés sur une terrasse du même, semée de touffes d'herbe de sinople. |

## Démographie
Le fait remarquable est un redressement numérique spectaculaire depuis une décennie. 42 habitants en plus, de 1999 à 2005, cela correspond à une augmentation de 9 % ce qui est particulièrement fort pour une commune de cette dimension.

L'évolution du nombre d'habitants est connue à travers les recensements de la population effectués dans la commune depuis 1793. Pour les communes de moins de 10 000 habitants, une enquête de recensement portant sur toute la population est réalisée tous les cinq ans, les populations de référence des années intermédiaires étant quant à elles estimées par interpolation ou extrapolation. Pour la commune, le premier recensement exhaustif entrant dans le cadre du nouveau dispositif a été réalisé en 2005.

En 2022, la commune comptait 517 habitants, en évolution de −6,51 % par rapport à 2016 (Haute-Vienne : −0,68 %, France hors Mayotte : +2,11 %).
| 1793 | 1800 | 1806 | 1821 | 1831 | 1836 | 1841 | 1846 | 1851 |
| ---- | ---- | ---- | ---- | ---- | ---- | ---- | ---- | ---- |
| 808  | 800  | 718  | 800  | 891  | 893  | 891  | 863  | 912  |

| 1856 | 1861 | 1866 | 1872 | 1876 | 1881 | 1886 | 1891 | 1896 |
| ---- | ---- | ---- | ---- | ---- | ---- | ---- | ---- | ---- |
| 900  | 850  | 851  | 849  | 847  | 834  | 835  | 893  | 900  |

| 1901 | 1906 | 1911 | 1921 | 1926 | 1931 | 1936 | 1946 | 1954 |
| ---- | ---- | ---- | ---- | ---- | ---- | ---- | ---- | ---- |
| 878  | 918  | 866  | 844  | 809  | 808  | 778  | 722  | 687  |

| 1962 | 1968 | 1975 | 1982 | 1990 | 1999 | 2005 | 2006 | 2010 |
| ---- | ---- | ---- | ---- | ---- | ---- | ---- | ---- | ---- |
| 622  | 598  | 516  | 502  | 515  | 491  | 531  | 522  | 562  |

| 2015 | 2020 | 2022 | - | - | - | - | - | - |
| ---- | ---- | ---- | - | - | - | - | - | - |
| 553  | 520  | 517  | - | - | - | - | - | - |

## Politique et administration

### Liste des maires
| Période   | Période  | Identité         | Étiquette | Qualité |
| --------- | -------- | ---------------- | --------- | ------- |
| 1977      | 2001     | Albert Champeau  | PS        |         |
| mars 2001 | 2008     | Charles Samson   |           |         |
| 2008      | 2020     | Pierre Langlade  | SE        |         |
| 2020      | En cours | Michaël Kapstein |           |         |

## Culture locale et patrimoine

### Lieux et monuments
- Église Saint-Pierre-Saint-Paul de Champnétery. Elle est inscrite à l'Inventaire général du patrimoine culturel[12].
- Église Saint-Thomas-Becket-de-Cantorbery de Champnétery. Elle est inscrite à l'Inventaire général du patrimoine culturel[13].

## Pour approfondir